# Neounia na Wołyniu
Neounia (Kościół katolicki obrządku bizantyjsko-słowiańskiego) na Wołyniu. Kościół katolicki obrządku bizantyjsko-słowiańskiego (neounickiego) powstał w carskiej Rosji. Oficjalnie został zatwierdzony w maju 1917 roku. Już na początku lat trzydziestych XX wieku rozpadł się wskutek prześladowań ze strony władzy radzieckiej.
Najlepiej ruch neounijny rozwijał się we wschodnich województwach międzywojennej Polski, widziano w nim bowiem najskuteczniejszy sposób na zahamowanie ekspansji ideologii komunistycznej z ZSRR oraz związanie ludności kresowej z państwem polskim i Kościołem katolickim.
Ośrodki neounijne Stolica Apostolska utworzyła również w koloniach polskich w Harbinie w Mandżurii, aby dotrzeć na teren Związku Radzieckiego od wschodu.
Rozwój rytu neounickiego na wschodnich ziemiach II Rzeczypospolitej związany był z próbą odnowienia na terenie byłego zaboru rosyjskiego Kościoła Greckokatolickiego skasowanego w 1875 roku. Akcja ta, zarówno na ówczesnych „Kresach Wschodnich”, jak i na Dalekim Wschodzie, skończyła się jednak niepowodzeniem.

## Badania nad historią neounii
Dzieje Kościoła katolickiego obrządku bizantyjsko-słowiańskiego są mało znane. Próby opracowania pierwszej monografii tego obrządku podjęła się Florentyna Rzemieniuk, korzystając z bogatego materiału źródłowego, zachowanego w archiwach kościelnych i państwowych. Wśród ukraińskich badaczy problemami związanymi z neounią zajmuje się Nadija Heorhijiwna Stokołos. Jest ona autorem artykułu pt. „Neounia jako eksperyment polityki wschodniej Watykanu w Polsce (1923-1939)”. Spod jej pióra wyszła praca doktorska pt. „Transformacje konfesyjno-etniczne na Ukrainie (XIX – pierwsza połowa XX wieku” (Kijów – Równe 2003), w której dokonała analizy transformacji instytucjonalnych, etnicznych i konfesyjnych, skupiając się przede wszystkim na zjawiskach negatywnych i tragicznych dla Ukraińców na terenie Ukrainy Prawobrzeżnej i na zachodnich ukraińskich ziemiach autochtonicznych i etnicznych w XIX wieku i pierwszej połowie XX stulecia (do 1945 roku). Ks. Jan Szczepaniak dokonał charakterystyki stosunku władz polskich do neounii. Ocena neounii wciąż jest gorącym temat dociekań historycznych.

## Neounia na Kresach II Rzeczypospolitej
Zwolennikiem neounii był ordynariusz podlaski Henryk Przeździecki, który wykorzystał stanowisko Watykanu w sprawie ewangelizowania prawosławnych. Papież Pius XI upoważnił biskupa Przeździeckiego instrukcją „Zelum Amplitudinis” do „pozyskiwania” wiernych. Biskup podlaski sprawował władzę jurysdykcyjną nad nowym obrządkiem i jego duchownymi. Z czasem podobne pełnomocnictwa uzyskali także inni biskupi kresowi – wileński, piński, łucki i lubelski. Tworzony obrządek określano jako bizantyjsko-słowiański, wschodniosłowiański lub wschodniokatolicki.
Biskup Henryk Przeździecki w 1924 r. sprowadził do Polski zakon jezuitów obrządku wschodniego, którzy osiedlili się w Albertynie koło Słonima na terenie obecnej Białorusi. Tam też biskup erygował pierwszą parafię neounicką.
W 1927 roku wierni 10 parafii prawosławnych na Polesiu zdecydowali się odnowić unię z Kościołem katolickim. Z uwagi jednak na to, że parafie te w swojej liturgii używały obrządku bizantyjsko-słowiańskiego, a nie jak reszta grekokatolików w Polsce rytu bizantyjsko-ukraińskiego postanowiono, że nowe wyznanie pozostanie przy swoich dotychczasowych tradycjach. Tym samym neounici nie weszli w skład Kościoła greckokatolickiego, a opiekę nad nimi przejął Kościół rzymskokatolicki. Pod koniec 1927 roku było już 14 parafii obsługiwanych przez 28 księży i skupiających ok. 20.000 wiernych.
W 1931 roku obrządek uzyskał własnego biskupa. Z woli Stolicy Apostolskiej został nim Ukrainiec Mykoła Czarnecki z zakonu redemptorystów. Nie uzyskał on jednak jurysdykcji nad neounią, gdyż rząd polski nie wyraził na to zgody – nowy obrządek nie był przewidziany przez konkordat Polski ze Stolicą Apostolską z 1925 roku. Także w 1931 roku jezuici albertyńscy otrzymali od biskupa Adolfa Szelążka seminarium wschodnie w Dubnie, które później przekształcili w Papieskie Seminarium Wschodnie.

## Neounia na terenie diecezji łuckiej
Przed II wojną światową na terenie diecezji łuckiej znajdowały się 4 parafie obrządku greckokatolickiego i 11 (+ kilka „organizujących się”) parafii obrządku bizantyjsko-słowiańskiego. Parafie greckokatolickie były w następujących miejscowościach: Antonówka (powiat kostopolski), Oździutycze (powiat kowelski), Powórsk (powiat kowelski) i Żdżary (powiat włodzimierski). Parafie obrządku bizantyjsko-słowiańskiego znajdowały się w następujących miejscowościach: Cechów (powiat horochowski), Dubeczno (powiat kowelski), Gaje Lewiatyńskie (powiat dubieński), Humniszcze (powiat horochowski), Jeziory (powiat łucki), Kraska (powiat kowelski), Kuśkowce Wielkie (powiat krzemieniecki), Łuck (województwo wołyńskie), Miatyn (powiat rówieński), Równe (województwo wołyńskie), Tutowicze (powiat sarneński), Zastawie (powiat rówieński) i Żabcze (powiat łucki). Chociaż od 1931 roku był biskup Mykoła Czarnecki wizytatorem apostolskim dla parafii greckokatolickich i obrządku bizantyjsko-słowiańskiego to podlegały one jurysdykcji rzymskokatolickiego biskupa łuckiego Adolfa Piotra Szelążka.
Po II wojnie światowej i zmianie granic parafie neounickie na terenie Wołynia, jak i całego ZSRR zanikły. Do dziś jedyna neounicka parafia przetrwała w Polsce: w Kostomłotach, niedaleko Białej Podlaskiej.